# ژوزه ایالا
ژوزه ایالا (اسپانیایی: Josué Ayala‎؛ زادهٔ ۳۰ مهٔ ۱۹۸۸) بازیکن فوتبال اهل آرژانتین است.

## باشگاهی
از باشگاه‌هایی که در آن بازی کرده‌است می‌توان به باشگاه فوتبال بوکا جونیورز و باشگاه فوتبال روساریو سنترال اشاره کرد.